# Чигирики
Чигирики (на японски: 契木術) е японски вид боздуган, използван от нинджа. Той е съставен от около 60 cm дървена дръжка и 60 – 70 cm метална верига към него, с топка с шип в края на веригата. Най-много техники за използване на чигирики има програмата чигирики – джуцу, която е част от обучението по араки-рю (на японски: 荒木流) корю (на японски: 古流) (ко – стар, рю – школа) – древно бойно изкуство, основано в началото на 1570 г. от Араки Муджинсай Минамото.